# Аржансон, Марк Антуан Рене д’
Марк Антуан Рене (1722—1787) — 3-й маркиз д’Аржансо́н, единственный сын маркиза Рене-Луи.
Известен как писатель и составитель драгоценной Арсенальной библиотеки, заключавшей до 150 тысяч томов и проданной им в 1781 году графу д’Артуа.
Аржансон задумал издавать «Bibliothèque universelle des romans», и под его руководством вышло 40 томов (Париж, 1775-78) этой библиотеки. В этом собрании появились также его собственные, не лишённые интереса повести, которые были изданы и отдельно, под заглавием «Choix de petits romans de diffé rens genres» (2 т., Париж, 1782 и другие издания).
Не менее обширным библиографическим его предприятием было издание «Mélanges tirés d’une grande bibliothèque» (69 т., Пар., 1779-87).